# Montcenis
Montcenis ist eine französische Gemeinde mit 1864 Einwohnern (Stand: 1. Januar 2022) im Département Saône-et-Loire in der Region Bourgogne-Franche-Comté. Die Gemeinde gehört zum Arrondissement Autun und zum Kanton Le Creusot-1 (bis 2015: Kanton Montcenis).

## Geographie
Montcenis liegt an der Quelle des Flusses Bourbince. Umgeben wird Montcenis von den Nachbargemeinden Marmagne im Norden und Nordwesten, Le Creusot im Osten und Nordosten, Torcy im Osten und Südosten, Les Bizots im Süden, Charmoy im Westen und Südwesten sowie Saint-Symphorien-de-Marmagne im Nordwesten.
Durch die Gemeinde führen die frühere Route nationale 80 (heutige D680) und die frühere Route nationale 484 (heutige D984).

## Geschichte
1788 erhoben die Bergarbeiter von Montcenis erstmals in der Geschichte Frankreichs organisierte Lohnforderungen.

## Bevölkerungsentwicklung
| 1962                       | 1968 | 1975 | 1982 | 1990 | 1999 | 2006 | 2011 | 2019 |
| -------------------------- | ---- | ---- | ---- | ---- | ---- | ---- | ---- | ---- |
| 2195                       | 2201 | 2376 | 2361 | 2339 | 2352 | 2176 | 2201 | 1924 |
| Quellen: Cassini und INSEE |      |      |      |      |      |      |      |      |

## Sehenswürdigkeiten
- Kirche Notre-Dame-de-l’Assomption, 1860 anstelle der früheren Kirche erbaut, seit 2003 Monument historique
- Ruinen des alten Schlosses

## Persönlichkeiten
- Haus Bouton